# Phu Hin Rong Kla Nationaal Park
Phu Hin Rong Kla Nationaal Park is een Thais Nationaal Park in de provincies Loei, Phitsanulok en Phetchabun. Het gebied is onderdeel van de Phetchabunbergen.
Van 1967 tot 1982 hield de gewapende tak van de communistische partij van Thailand zich hier schuil. De bergen boden een goede bescherming tegen bombardementen en aanvallen van het koninklijk regeringsleger. In 1982 verleende de Thaise overheid amnestie aan de leden van de beweging, waarna het gebied in 1984 het 48e Nationaal Park van Thailand werd. Sporen van de communistische strijd zijn nog steeds te zien in de vorm van een communistische begraafplaats, het communistische hoofdkwartier, een communistische politieke en militaire school en een communistisch ziekenhuis.

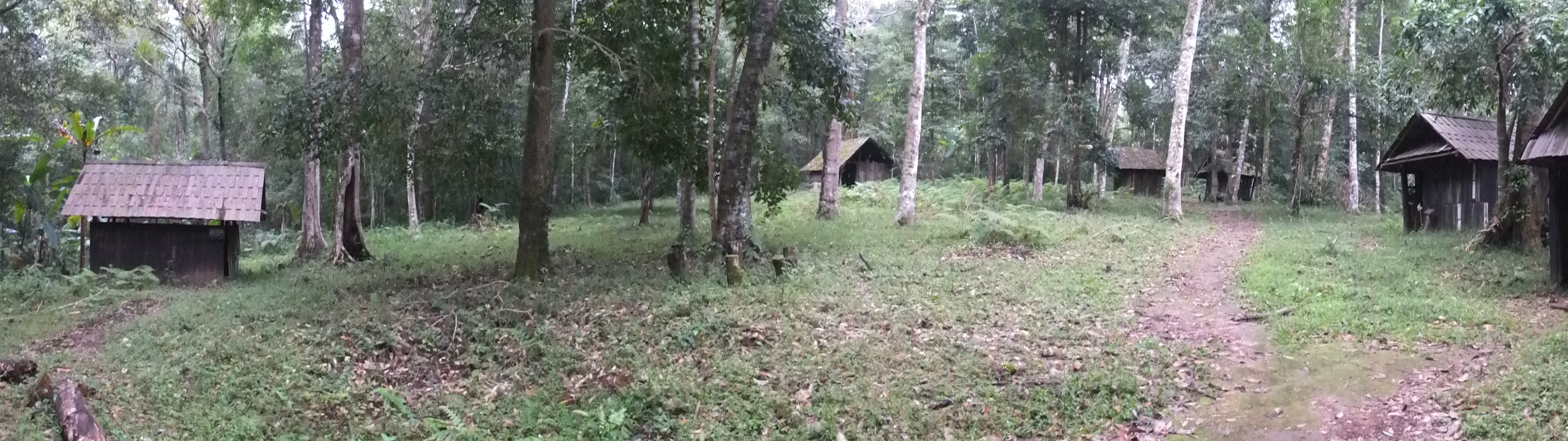
Restanten van een dorp gebruikt door de communistische strijdkrachten. Tegenwoordig te bezichtigen door toeristen.

Tijdens de gevechten is veel van het bos verloren gegeaan en zijn veel dier soorten het park uit getrokken. Tegenwoordig herstelt de natuur zicht steeds meer. De dieren die leven in het park zijn: Chinese tijger, Luipaard, Aziatische zwarte beer, Wild zwijn, vos, Bengaalse tijgerkat, hazen en vele vogels zoals de Javaanse goudrugspecht, Koekoeksdwerguil, Zuid-Aziatische valkuil, Kamhoenders (oer kippen), Buulbuuls en Zwaluwen

Phu Hin Rong Kla’s klimaat is vergelijkbaar met het nabij gelegen Phu Kradueng Nationaal Park en Phu Luang National Park. Door de hoge ligging is het park het hele jaar koel te noemen. In het koele seizoen kan de temperatuur zakken tot het vriespunt. In het algemeen stijgt de temperatuur niet veel boven de 25 graden Celsius.